# Spinasteron sanford
Spinasteron sanford là một loài nhện trong họ Zodariidae.
Loài này thuộc chi Spinasteron. Spinasteron sanford được Barbara C. Baehr miêu tả năm 2003.